# Conistra obscurospadicea
Conistra obscurospadicea är en fjärilsart som beskrevs av Heinrich 1917. Conistra obscurospadicea ingår i släktet Conistra och familjen nattflyn. Inga underarter finns listade i Catalogue of Life.